# Pardosa
Pardosa je veliki rod pauka iz porodice Lycosidae (vučji pauci) koji je raširen po svim kontinentima. Tipična vrsta je  Pardosa alacris koju je prvi opisao C. L. Koch 1833. godine pod imenom Lycosa alacris, koji je raširen po velikim djelovima Europe i zapadne Rusije.
Pripada mu preko 550 vrsta, od kojih je nekoliko otkriveno 2014. godine Pardosa albomarginata na otoku Sadogashima u Japanu, Pardosa fomichevi u provnciji Primorje u Rusiji, i u Yunnanu u Kini Pardosa parathompsoni i Pardosa tuberosa

## Vrste
- Trenutno priznate vrste:

1. Pardosa abagensis Ovtsharenko, 1979
2. Pardosa aciculifera Chen, Song & Li, 2001
3. Pardosa acorensis Simon, 1883
4. Pardosa adustella (Roewer, 1951)
5. Pardosa aenigmatica Tongiorgi, 1966
6. Pardosa afflicta (Holmberg, 1876)
7. Pardosa agrestis (Westring, 1861)
8. Pardosa agricola (Thorell, 1856)
9. Pardosa agricola borussica (Dahl, 1908)
10. Pardosa agricola fucicola (Dahl, 1908)
11. Pardosa alacris (C. L. Koch, 1833)  tipična
12. Pardosa alasaniensis Mcheidze, 1997
13. Pardosa albatula (Roewer, 1951)
14. Pardosa alboannulata Yin et al., 1997
15. Pardosa albomaculata Emerton, 1885
16. Pardosa albomarginata Tanikawa et al., 2014
17. Pardosa algens (Kulczyński, 1908)
18. Pardosa algina (Chamberlin, 1916)
19. Pardosa algoides Schenkel, 1963
20. Pardosa alii Tikader, 1977
21. Pardosa altamontis Chamberlin & Ivie, 1946
22. Pardosa alticola Alderweireldt & Jocqué, 1992
23. Pardosa altitudis Tikader & Malhotra, 1980
24. Pardosa amacuzacensis Jiménez, 1983
25. Pardosa amamiensis (Nakatsudi, 1943)
26. Pardosa amazonia (Thorell, 1895)
27. Pardosa amentata (Clerck, 1757)
28. Pardosa anchoroides Yu & Song, 1988
29. Pardosa ancorifera Schenkel, 1936
30. Pardosa anfibia Zapfe-Mann, 1979
31. Pardosa angolensis (Roewer, 1959)
32. Pardosa angusta Denis, 1956
33. Pardosa angustifrons Caporiacco, 1941
34. Pardosa anomala Gertsch, 1933
35. Pardosa apostoli Barrion & Litsinger, 1995
36. Pardosa aquatilis Schmidt & Krause, 1995
37. Pardosa aquila Buchar & Thaler, 1998
38. Pardosa astrigera L. Koch, 1878
39. Pardosa atlantica Emerton, 1913
40. Pardosa atomaria (C. L. Koch, 1847)
41. Pardosa atrata (Thorell, 1873)
42. Pardosa atromedia Banks, 1904
43. Pardosa atronigra Song, 1995
44. Pardosa atropos (L. Koch, 1878)
45. Pardosa aurantipes (Strand, 1906)
46. Pardosa azerifalcata Marusik, Guseinov & Koponen, 2003
47. Pardosa baehrorum Kronestedt, 1999
48. Pardosa balaghatensis Gajbe, 2004
49. Pardosa baoshanensis Wang & Qiu, 1991
50. Pardosa baraan Logunov & Marusik, 1995
51. Pardosa bargaonensis Gajbe, 2004
52. Pardosa basiri (Dyal, 1935)
53. Pardosa bastarensis Gajbe, 2004
54. Pardosa baxianensis Wang & Song, 1993
55. Pardosa beijiangensis Hu & Wu, 1989
56. Pardosa bellona Banks, 1898
57. Pardosa bendamira Roewer, 1960
58. Pardosa beringiana Dondale & Redner, 1987
59. Pardosa bidentata Franganillo, 1936
60. Pardosa bifasciata (C. L. Koch, 1834)
61. Pardosa birabeni Mello-Leitão, 1938
62. Pardosa birmanica Simon, 1884
63. Pardosa blanda (C. L. Koch, 1833)
64. Pardosa bleyi (Dahl, 1908)
65. Pardosa brevimetatarsis (Strand, 1907)
66. Pardosa brevivulva Tanaka, 1975
67. Pardosa brunellii Caporiacco, 1940
68. Pardosa buchari Ovtsharenko, 1979
69. Pardosa bucklei Kronestedt, 1975
70. Pardosa buriatica Sternbergs, 1979
71. Pardosa californica Keyserling, 1887
72. Pardosa caliraya Barrion & Litsinger, 1995
73. Pardosa canalis F. O. Pickard-Cambridge, 1902
74. Pardosa caucasica Ovtsharenko, 1979
75. Pardosa cavannae Simon, 1881
76. Pardosa cayennensis (Taczanowski, 1874)
77. Pardosa cervina Schenkel, 1936
78. Pardosa cervinopilosa Schenkel, 1936
79. Pardosa chahraka Roewer, 1960
80. Pardosa chambaensis Tikader & Malhotra, 1976
81. Pardosa chapini (Fox, 1935)
82. Pardosa chenbuensis Yin et al., 1997
83. Pardosa chiapasiana Gertsch & Wallace, 1937
84. Pardosa chindanda Roewer, 1960
85. Pardosa cincta (Kulczyński, 1887)
86. Pardosa cinerascens (Roewer, 1951)
87. Pardosa clavipalpis Purcell, 1903
88. Pardosa cluens Roewer, 1959
89. Pardosa colchica Mcheidze, 1946
90. Pardosa coloradensis Banks, 1894
91. Pardosa completa (Roewer, 1959)
92. Pardosa concinna (Thorell, 1877)
93. Pardosa concolorata (Roewer, 1951)
94. Pardosa condolens (O. Pickard-Cambridge, 1885)
95. Pardosa confalonierii Caporiacco, 1928
96. Pardosa confusa Kronestedt, 1988
97. Pardosa consimilis Nosek, 1905
98. Pardosa costrica Chamberlin & Ivie, 1942
99. Pardosa crassipalpis Purcell, 1903
100. Pardosa crassistyla Kronestedt, 1988
101. Pardosa credula (O. Pickard-Cambridge, 1885)
102. Pardosa cribrata Simon, 1876
103. Pardosa cribrata catalonica Simon, 1937
104. Pardosa cubana Bryant, 1940
105. Pardosa dabiensis Chai & Yang, 1998
106. Pardosa dagestana Buchar & Thaler, 1998
107. Pardosa daisetsuensis Tanaka, 2005
108. Pardosa dalkhaba Roewer, 1960
109. Pardosa danica (Sørensen, 1904)
110. Pardosa darolii (Strand, 1906)
111. Pardosa datongensis Yin, Peng & Kim, 1997
112. Pardosa daxiansongi Barrion, Barrion-Dupo & Heong, 2013
113. Pardosa debolinae Majumder, 2004
114. Pardosa delicatula Gertsch & Wallace, 1935
115. Pardosa dentitegulum Yin et al., 1997
116. Pardosa desolatula Gertsch & Davis, 1940
117. Pardosa dilecta Banks, 1898
118. Pardosa distincta (Blackwall, 1846)
119. Pardosa diuturna Fox, 1937
120. Pardosa donabila Roewer, 1955
121. Pardosa dondalei Jiménez, 1986
122. Pardosa dorsalis Banks, 1894
123. Pardosa dorsuncata Lowrie & Dondale, 1981
124. Pardosa dranensis Hogg, 1922
125. Pardosa drenskii Buchar, 1968
126. Pardosa duplicata Saha, Biswas & Raychaudhuri, 1994
127. Pardosa dzheminey Marusik, 1995
128. Pardosa ecatli Jiménez, 1985
129. Pardosa eiseni (Thorell, 1875)
130. Pardosa ejusmodi (O. Pickard-Cambridge, 1872)
131. Pardosa elegans (Thorell, 1875)
132. Pardosa elegantula (Roewer, 1959)
133. Pardosa enucleata Roewer, 1959
134. Pardosa erupticia (Strand, 1913)
135. Pardosa eskovi Kronestedt & Marusik, 2011
136. Pardosa evanescens Alderweireldt & Jocqué, 2008
137. Pardosa evelinae Wunderlich, 1984
138. Pardosa falcata Schenkel, 1963
139. Pardosa falcifera F. O. Pickard-Cambridge, 1902
140. Pardosa falcula F. O. Pickard-Cambridge, 1902
141. Pardosa fallax Barnes, 1959
142. Pardosa fastosa (Keyserling, 1877)
143. Pardosa fastosa viota (Strand, 1914)
144. Pardosa femoralis Simon, 1876
145. Pardosa fengi Marusik, Nadolny & Omelko, 2013
146. Pardosa ferruginea (L. Koch, 1870)
147. Pardosa flammula Mello-Leitão, 1945
148. Pardosa flata Qu, Peng & Yin, 2010
149. Pardosa flavida (O. Pickard-Cambridge, 1885)
150. Pardosa flavipalpis F. O. Pickard-Cambridge, 1902
151. Pardosa flavipes Hu, 2001
152. Pardosa flavisterna Caporiacco, 1935
153. Pardosa fletcheri (Gravely, 1924)
154. Pardosa floridana (Banks, 1896)
155. Pardosa fomichevi Kronestedt, Marusik & Omelko, 2014
156. Pardosa fortunata (O. Pickard-Cambridge, 1885)
157. Pardosa fritzeni Ballarin et al., 2012
158. Pardosa fulvipes (Collett, 1876)
159. Pardosa furcifera (Thorell, 1875)
160. Pardosa fuscosoma Wunderlich, 1992
161. Pardosa fuscula (Thorell, 1875)
162. Pardosa gastropicta Roewer, 1959
163. Pardosa gefsana Roewer, 1959
164. Pardosa gerhardti (Strand, 1922)
165. Pardosa ghigii Caporiacco, 1932
166. Pardosa ghourbanda Roewer, 1960
167. Pardosa giebeli (Pavesi, 1873)
168. Pardosa glabra Mello-Leitão, 1938
169. Pardosa glacialis (Thorell, 1872)
170. Pardosa golbagha Roewer, 1960
171. Pardosa gopalai Patel & Reddy, 1993
172. Pardosa gothicana Lowrie & Dondale, 1981
173. Pardosa gracilenta (Lucas, 1846)
174. Pardosa graminea Tanaka, 1985
175. Pardosa groenlandica (Thorell, 1872)
176. Pardosa gromovi Ballarin et al., 2012
177. Pardosa guadalajarana Dondale & Redner, 1984
178. Pardosa guerechka Roewer, 1960
179. Pardosa gusarensis Marusik, Guseinov & Koponen, 2003
180. Pardosa haibeiensis Yin et al., 1995
181. Pardosa hamifera F. O. Pickard-Cambridge, 1902
182. Pardosa hanrasanensis Jo & Paik, 1984
183. Pardosa hartmanni (Roewer, 1959)
184. Pardosa hatanensis Urita, Tang & Song, 1993
185. Pardosa haupti Song, 1995
186. Pardosa hedini Schenkel, 1936
187. Pardosa herbosa Jo & Paik, 1984
188. Pardosa hetchi Chamberlin & Ivie, 1942
189. Pardosa heterophthalma (Simon, 1898)
190. Pardosa hohxilensis Song, 1995
191. Pardosa hokkaido Tanaka & Suwa, 1986
192. Pardosa hortensis (Thorell, 1872)
193. Pardosa hydaspis Caporiacco, 1935
194. Pardosa hyperborea (Thorell, 1872)
195. Pardosa hypocrita (Simon, 1882)
196. Pardosa ibex Buchar & Thaler, 1998
197. Pardosa ilgunensis Nosek, 1905
198. Pardosa incerta Nosek, 1905
199. Pardosa indecora L. Koch, 1879
200. Pardosa iniqua (O. Pickard-Cambridge, 1876)
201. Pardosa injucunda (O. Pickard-Cambridge, 1876)
202. Pardosa inopina (O. Pickard-Cambridge, 1876)
203. Pardosa inquieta (O. Pickard-Cambridge, 1876)
204. Pardosa invenusta (C. L. Koch, 1837)
205. Pardosa irretita Simon, 1886
206. Pardosa irriensis Barrion & Litsinger, 1995
207. Pardosa isago Tanaka, 1977
208. Pardosa italica Tongiorgi, 1966
209. Pardosa italica valenta Zyuzin, 1976
210. Pardosa izabella Chamberlin & Ivie, 1942
211. Pardosa jabalpurensis Gajbe & Gajbe, 1999
212. Pardosa jaikensis Ponomarev, 2007
213. Pardosa jambaruensis Tanaka, 1990
214. Pardosa jartica Urita, Tang & Song, 1993
215. Pardosa jaundea (Roewer, 1960)
216. Pardosa jeniseica Eskov & Marusik, 1995
217. Pardosa jergeniensis Ponomarev, 1979
218. Pardosa jinpingensis Yin et al., 1997
219. Pardosa josemitensis (Strand, 1908)
220. Pardosa kalpiensis Gajbe, 2004
221. Pardosa karagonis (Strand, 1913)
222. Pardosa karagonis nivicola Lessert, 1926
223. Pardosa katangana Roewer, 1959
224. Pardosa kavango Alderweireldt & Jocqué, 1992
225. Pardosa knappi Dondale, 2007
226. Pardosa kondeana Roewer, 1959
227. Pardosa koponeni Nadolny et al., 2016
228. Pardosa kratochvili (Kolosváry, 1934)
229. Pardosa krausi (Roewer, 1959)
230. Pardosa kronestedti Song, Zhang & Zhu, 2002
231. Pardosa kupupa (Tikader, 1970)
232. Pardosa labradorensis (Thorell, 1875)
233. Pardosa laciniata Song & Haupt, 1995
234. Pardosa laevitarsis Tanaka & Suwa, 1986
235. Pardosa lagenaria Qu, Peng & Yin, 2010
236. Pardosa laidlawi Simon, 1901
237. Pardosa lapidicina Emerton, 1885
238. Pardosa lapponica (Thorell, 1872)
239. Pardosa lasciva L. Koch, 1879
240. Pardosa latibasa Qu, Peng & Yin, 2010
241. Pardosa laura Karsch, 1879
242. Pardosa lawrencei Roewer, 1959
243. Pardosa leipoldti Purcell, 1903
244. Pardosa leprevosti Mello-Leitão, 1947
245. Pardosa lignosus Ghafoor & Alvi, 2007
246. Pardosa lii Marusik, Nadolny & Omelko, 2013
247. Pardosa limata Roewer, 1959
248. Pardosa lineata F. O. Pickard-Cambridge, 1902
249. Pardosa linguata F. O. Pickard-Cambridge, 1902
250. Pardosa litangensis Xu, Zhu & Kim, 2010
251. Pardosa littoralis Banks, 1896
252. Pardosa logunovi Kronestedt & Marusik, 2011
253. Pardosa lombokibia (Strand, 1915)
254. Pardosa longionycha Yin et al., 1995
255. Pardosa longisepta Chen & Song, 2002
256. Pardosa longivulva F. O. Pickard-Cambridge, 1902
257. Pardosa lowriei Kronestedt, 1975
258. Pardosa luctinosa Simon, 1876
259. Pardosa luctinosa etsinensis Schenkel, 1963
260. Pardosa luctinosa marina (Kolosváry, 1940)
261. Pardosa ludia (Thorell, 1895)
262. Pardosa lugubris (Walckenaer, 1802)
263. Pardosa lurida Roewer, 1959
264. Pardosa lusingana Roewer, 1959
265. Pardosa lycosina Purcell, 1903
266. Pardosa lycosinella Lawrence, 1927
267. Pardosa lyrata (Odenwall, 1901)
268. Pardosa lyrifera Schenkel, 1936
269. Pardosa mabinii Barrion & Litsinger, 1995
270. Pardosa mabweana Roewer, 1959
271. Pardosa mackenziana (Keyserling, 1877)
272. Pardosa maculata Franganillo, 1931
273. Pardosa maculatipes (Keyserling, 1887)
274. Pardosa maimaneha Roewer, 1960
275. Pardosa maisa Hippa & Mannila, 1982
276. Pardosa manicata Thorell, 1899
277. Pardosa manubriata Simon, 1898
278. Pardosa marchei Simon, 1890
279. Pardosa marialuisae Dondale & Redner, 1984
280. Pardosa martensi Buchar, 1978
281. Pardosa martinii (Pavesi, 1883)
282. Pardosa masareyi Mello-Leitão, 1939
283. Pardosa masurae Esyunin & Efimik, 1998
284. Pardosa mayana Dondale & Redner, 1984
285. Pardosa medialis Banks, 1898
286. Pardosa mendicans (Simon, 1882)
287. Pardosa mercurialis Montgomery, 1904
288. Pardosa messingerae (Strand, 1916)
289. Pardosa metlakatla Emerton, 1917
290. Pardosa mikhailovi Ballarin et al., 2012
291. Pardosa milvina (Hentz, 1844)
292. Pardosa minuta Tikader & Malhotra, 1976
293. Pardosa mionebulosa Yin et al., 1997
294. Pardosa miquanensis Yin et al., 1995
295. Pardosa mira Caporiacco, 1941
296. Pardosa mixta (Kulczyński, 1887)
297. Pardosa modica (Blackwall, 1846)
298. Pardosa moesta Banks, 1892
299. Pardosa mongolica Kulczyński, 1901
300. Pardosa montgomeryi Gertsch, 1934
301. Pardosa monticola (Clerck, 1757)
302. Pardosa monticola ambigua Simon, 1937
303. Pardosa monticola minima Simon, 1876
304. Pardosa monticola pseudosaltuaria Simon, 1937
305. Pardosa mordagica Tang, Urita & Song, 1995
306. Pardosa morosa (L. Koch, 1870)
307. Pardosa mtugensis (Strand, 1908)
308. Pardosa mubalea Roewer, 1959
309. Pardosa mukundi Tikader & Malhotra, 1980
310. Pardosa mulaiki Gertsch, 1934
311. Pardosa multidontata Qu, Peng & Yin, 2010
312. Pardosa multivaga Simon, 1880
313. Pardosa muzafari Ghafoor & Alvi, 2007
314. Pardosa muzkolica Kononenko, 1978
315. Pardosa mysorensis (Tikader & Mukerji, 1971)
316. Pardosa naevia (L. Koch, 1875)
317. Pardosa naevioides (Strand, 1916)
318. Pardosa nanica Mello-Leitão, 1941
319. Pardosa nanyuensis Yin et al., 1995
320. Pardosa narymica Savelyeva, 1972
321. Pardosa nebulosa (Thorell, 1872)
322. Pardosa nebulosa orientalis (Kroneberg, 1875)
323. Pardosa nenilini Marusik, 1995
324. Pardosa nesiotis (Thorell, 1878)
325. Pardosa nigra (C. L. Koch, 1834)
326. Pardosa nigriceps (Thorell, 1856)
327. Pardosa ninigoriensis Mcheidze, 1997
328. Pardosa nojimai Tanaka, 1998
329. Pardosa nordicolens Chamberlin & Ivie, 1947
330. Pardosa nostrorum Alderweireldt & Jocqué, 1992
331. Pardosa novitatis (Strand, 1906)
332. Pardosa obscuripes Simon, 1909
333. Pardosa observans (O. Pickard-Cambridge, 1876)
334. Pardosa occidentalis Simon, 1881
335. Pardosa odenwalli Sternbergs, 1979
336. Pardosa oksalai Marusik, Hippa & Koponen, 1996
337. Pardosa oljunae Lobanova, 1978
338. Pardosa olympica Tongiorgi, 1966
339. Pardosa ontariensis Gertsch, 1933
340. Pardosa orcchaensis Gajbe, 2004
341. Pardosa orealis Buchar, 1984
342. Pardosa oreophila Simon, 1937
343. Pardosa oriens (Chamberlin, 1924)
344. Pardosa orophila Gertsch, 1933
345. Pardosa orthodox Chamberlin, 1924
346. Pardosa ourayensis Gertsch, 1933
347. Pardosa ovambica Roewer, 1959
348. Pardosa ovtchinnikovi Ballarin et al., 2012
349. Pardosa pacata Fox, 1937
350. Pardosa pahalanga Barrion & Litsinger, 1995
351. Pardosa paleata Alderweireldt & Jocqué, 1992
352. Pardosa palliclava (Strand, 1907)
353. Pardosa paludicola (Clerck, 1757)
354. Pardosa palustris (Linnaeus, 1758)
355. Pardosa palustris islandica (Strand, 1906)
356. Pardosa pantinii Ballarin et al., 2012
357. Pardosa papilionaca Chen & Song, 2003
358. Pardosa paracolchica Zyuzin & Logunov, 2000
359. Pardosa paralapponica Schenkel, 1963
360. Pardosa paramushirensis (Nakatsudi, 1937)
361. Pardosa paratesquorum Schenkel, 1963
362. Pardosa parathompsoni Wang & Zhang, 2014
363. Pardosa partita Simon, 1885
364. Pardosa parvula Banks, 1904
365. Pardosa passibilis (O. Pickard-Cambridge, 1885)
366. Pardosa patapatensis Barrion & Litsinger, 1995
367. Pardosa pauxilla Montgomery, 1904
368. Pardosa pedia Dondale, 2007
369. Pardosa persica Marusik, Ballarin & Omelko, 2012
370. Pardosa pertinax von Helversen, 2000
371. Pardosa petrunkevitchi Gertsch, 1934
372. Pardosa pexa Hickman, 1944
373. Pardosa pinangensis (Thorell, 1890)
374. Pardosa pirkuliensis Zyuzin & Logunov, 2000
375. Pardosa plagula F. O. Pickard-Cambridge, 1902
376. Pardosa plumipedata (Roewer, 1951)
377. Pardosa plumipes (Thorell, 1875)
378. Pardosa podhorskii (Kulczyński, 1907)
379. Pardosa poecila (Herman, 1879)
380. Pardosa pontica (Thorell, 1875)
381. Pardosa portoricensis Banks, 1901
382. Pardosa potamophila Lawrence, 1927
383. Pardosa praepes Simon, 1886
384. Pardosa prativaga (L. Koch, 1870)
385. Pardosa prativaga scoparia Simon, 1937
386. Pardosa procurva Yu & Song, 1988
387. Pardosa profuga (Herman, 1879)
388. Pardosa prolifica F. O. Pickard-Cambridge, 1902
389. Pardosa proxima (C. L. Koch, 1847)
390. Pardosa proxima annulatoides (Strand, 1915)
391. Pardosa proxima antoni (Strand, 1915)
392. Pardosa proxima poetica Simon, 1876
393. Pardosa psammodes (Thorell, 1887)
394. Pardosa pseudoannulata (Bösenberg & Strand, 1906)
395. Pardosa pseudochapini Peng, 2011
396. Pardosa pseudokaragonis (Strand, 1913)
397. Pardosa pseudolapponica Marusik, 1995
398. Pardosa pseudomixta Marusik & Fritzén, 2009
399. Pardosa pseudostrigillata Tongiorgi, 1966
400. Pardosa pseudotorrentum Miller & Buchar, 1972
401. Pardosa pullata (Clerck, 1757)
402. Pardosa pullata jugorum Simon, 1937
403. Pardosa pumilio Roewer, 1959
404. Pardosa purbeckensis F. O. Pickard-Cambridge, 1895
405. Pardosa pusiola (Thorell, 1891)
406. Pardosa pyrenaica Kronestedt, 2007
407. Pardosa qingzangensis Hu, 2001
408. Pardosa qinhaiensis Yin et al., 1995
409. Pardosa qionghuai Yin et al., 1995
410. Pardosa rabulana (Thorell, 1890)
411. Pardosa rainieriana Lowrie & Dondale, 1981
412. Pardosa ramulosa (McCook, 1894)
413. Pardosa ranjani Gajbe, 2004
414. Pardosa rara (Keyserling, 1891)
415. Pardosa rascheri (Dahl, 1908)
416. Pardosa rhenockensis (Tikader, 1970)
417. Pardosa rhombisepta Roewer, 1960
418. Pardosa riparia (C. L. Koch, 1833)
419. Pardosa riveti Berland, 1913
420. Pardosa roeweri Schenkel, 1963
421. Pardosa roscai (Roewer, 1951)
422. Pardosa royi Biswas & Raychaudhuri, 2003
423. Pardosa ruanda (Strand, 1913)
424. Pardosa rudis Yin et al., 1995
425. Pardosa rugegensis (Strand, 1913)
426. Pardosa sagei Gertsch & Wallace, 1937
427. Pardosa saltans Töpfer-Hofmann, 2000
428. Pardosa saltonia Dondale & Redner, 1984
429. Pardosa saltuaria (L. Koch, 1870)
430. Pardosa saltuarides (Strand, 1908)
431. Pardosa sangzhiensis Yin et al., 1995
432. Pardosa sanmenensis Yu & Song, 1988
433. Pardosa santamaria Barrion & Litsinger, 1995
434. Pardosa saturatior Simon, 1937
435. Pardosa saxatilis (Hentz, 1844)
436. Pardosa schenkeli Lessert, 1904
437. Pardosa schreineri Purcell, 1903
438. Pardosa schubotzi (Strand, 1913)
439. Pardosa selengensis (Odenwall, 1901)
440. Pardosa semicana Simon, 1885
441. Pardosa septentrionalis (Westring, 1861)
442. Pardosa serena (L. Koch, 1875)
443. Pardosa shugangensis Yin, Bao & Peng, 1997
444. Pardosa shyamae (Tikader, 1970)
445. Pardosa sibiniformis Tang, Urita & Song, 1995
446. Pardosa sichuanensis Yu & Song, 1991
447. Pardosa sierra Banks, 1898
448. Pardosa silvarum Hu, 2001
449. Pardosa sinensis Yin et al., 1995
450. Pardosa sinistra (Thorell, 1877)
451. Pardosa soccata Yu & Song, 1988
452. Pardosa socorroensis Jiménez, 1991
453. Pardosa sodalis Holm, 1970
454. Pardosa songosa Tikader & Malhotra, 1976
455. Pardosa sordidata (Thorell, 1875)
456. Pardosa sordidecolorata (Strand, 1906)
457. Pardosa sowerbyi Hogg, 1912
458. Pardosa sphagnicola (Dahl, 1908)
459. Pardosa stellata (O. Pickard-Cambridge, 1885)
460. Pardosa sternalis (Thorell, 1877)
461. Pardosa steva Lowrie & Gertsch, 1955
462. Pardosa straeleni Roewer, 1959
463. Pardosa strandembriki Caporiacco, 1949
464. Pardosa strena Yu & Song, 1988
465. Pardosa strigata Yu & Song, 1988
466. Pardosa strix (Holmberg, 1876)
467. Pardosa subalpina Schenkel, 1918
468. Pardosa subanchoroides Wang & Song, 1993
469. Pardosa subproximella (Strand, 1906)
470. Pardosa subsordidatula (Strand, 1915)
471. Pardosa suchismitae Majumder, 2004
472. Pardosa sumatrana (Thorell, 1890)
473. Pardosa sura Chamberlin & Ivie, 1941
474. Pardosa sutherlandi (Gravely, 1924)
475. Pardosa suwai Tanaka, 1985
476. Pardosa svatoni Marusik, Nadolny & Omelko, 2013
477. Pardosa taczanowskii (Thorell, 1875)
478. Pardosa takahashii (Saito, 1936)
479. Pardosa tangana Roewer, 1959
480. Pardosa tappaensis Gajbe, 2004
481. Pardosa tasevi Buchar, 1968
482. Pardosa tatarica (Thorell, 1875)
483. Pardosa tatarica ligurica Simon, 1937
484. Pardosa tatarica saturiator Caporiacco, 1948
485. Pardosa tenera Thorell, 1899
486. Pardosa tenuipes L. Koch, 1882
487. Pardosa tesquorum (Odenwall, 1901)
488. Pardosa tesquorumoides Song & Yu, 1990
489. Pardosa tetonensis Gertsch, 1933
490. Pardosa thalassia (Thorell, 1891)
491. Pardosa thompsoni Alderweireldt & Jocqué, 1992
492. Pardosa thorelli (Collett, 1876)
493. Pardosa tieshinglii Barrion, Barrion-Dupo & Heong, 2013
494. Pardosa tikaderi Arora & Monga, 1994
495. Pardosa timidula (Roewer, 1951)
496. Pardosa torrentum Simon, 1876
497. Pardosa torrentum integra Denis, 1950
498. Pardosa trailli (O. Pickard-Cambridge, 1873)
499. Pardosa tridentis Caporiacco, 1935
500. Pardosa trifoveata (Strand, 1907)
501. Pardosa tristicella (Roewer, 1951)
502. Pardosa tristiculella (Roewer, 1951)
503. Pardosa trottai Ballarin et al., 2012
504. Pardosa tschekiangiensis Schenkel, 1963
505. Pardosa tuberosa Wang & Zhang, 2014
506. Pardosa tumida Barnes, 1959
507. Pardosa tuoba Chamberlin, 1919
508. Pardosa turkestanica (Roewer, 1951)
509. Pardosa tyshchenkoi Zyuzin & Marusik, 1989
510. Pardosa uiensis Esyunin, 1996
511. Pardosa uintana Gertsch, 1933
512. Pardosa umtalica Purcell, 1903
513. Pardosa uncata (Thorell, 1877)
514. Pardosa uncifera Schenkel, 1963
515. Pardosa unciferodies Qu, Peng & Yin, 2010
516. Pardosa unguifera F. O. Pickard-Cambridge, 1902
517. Pardosa upembensis (Roewer, 1959)
518. Pardosa utahensis Chamberlin, 1919
519. Pardosa v-signata Soares & Camargo, 1948
520. Pardosa vadosa Barnes, 1959
521. Pardosa vagula (Thorell, 1890)
522. Pardosa valens Barnes, 1959
523. Pardosa valida Banks, 1893
524. Pardosa vancouveri Emerton, 1917
525. Pardosa vatovae Caporiacco, 1940
526. Pardosa verticillifer (Strand, 1906)
527. Pardosa villarealae Barrion, Barrion-Dupo & Heong, 2013
528. Pardosa vindex (O. Pickard-Cambridge, 1885)
529. Pardosa vindicata (O. Pickard-Cambridge, 1885)
530. Pardosa vinsoni (Roewer, 1951)
531. Pardosa virgata Kulczyński, 1901
532. Pardosa vittata (Keyserling, 1863)
533. Pardosa vlijmi den Hollander & Dijkstra, 1974
534. Pardosa vogelae Kronestedt, 1993
535. Pardosa vulvitecta Schenkel, 1936
536. Pardosa wagleri (Hahn, 1822)
537. Pardosa wagleri atra (Giebel, 1869)
538. Pardosa warayensis Barrion & Litsinger, 1995
539. Pardosa wasatchensis Gertsch, 1933
540. Pardosa wuyiensis Yu & Song, 1988
541. Pardosa wyuta Gertsch, 1934
542. Pardosa xerampelina (Keyserling, 1877)
543. Pardosa xerophila Vogel, 1964
544. Pardosa xinjiangensis Hu & Wu, 1989
545. Pardosa yadongensis Hu & Li, 1987
546. Pardosa yaginumai Tanaka, 1977
547. Pardosa yamanoi Tanaka & Suwa, 1986
548. Pardosa yavapa Chamberlin, 1925
549. Pardosa yongduensis Kim & Chae, 2012
550. Pardosa zhangi Song & Haupt, 1995
551. Pardosa zhui Yu & Song, 1988
552. Pardosa zionis Chamberlin & Ivie, 1942
553. Pardosa zonsteini Ballarin et al., 2012
554. Pardosa zorimorpha (Strand, 1907)
555. Pardosa zuojiani Song & Haupt, 1995
556. Pardosa zyuzini Kronestedt & Marusik, 2011

## Galerija
- Pardosa pseudoannulata
- Pardosa amentata
- Pardosa agricola
- Pardosa oriens